# Sportski centar Jane Sandanski
Das Sportski centar Jane Sandanski (mazedonisch Спортски центар „Јане Сандански“, deutsch Sportzentrum Jane Sandanski) ist eine Mehrzweckhalle im Bezirk Aerodrom der nordmazedonischen Hauptstadt Skopje. Der Bau liegt am Ufer des Flusses Vardar und trägt den Namen des Revolutionär Jane Sandanski. Im Zentrum tragen die Vereine KK MZT Skopje (Basketball), RK Vardar Skopje (Handball) und ŽRK Vardar SCBT (Handball) ihre Heimspiele aus. Das Zentrum verfügt über zwei Sporthallen unter einem Dach. Die große Halle bietet bis zu 6500 Plätze. Die kleine Halle verfügt über 1000 Plätze und wird u. a. als Trainingshalle, für den Freizeitsport und kleinere kulturelle Veranstaltungen genutzt. Beide Hallen erfüllen die internationalen Anforderungen für internationale Sportveranstaltungen.

## Geschichte
Der Vorgängerbau wurde in den 1980er Jahren errichtet. Nach dem Abriss begannen im November 2012 die Bauarbeiten für das Sportski centar Jane Sandanski mit 5000 Plätzen. Finanziert wurde der Bau vom in Nordmazedonien lebenden, russischen Millionär und Geschäftsmann Sergej Samsonenko. Er ist der Eigentümer des Fußballvereins FK Vardar Skopje und des RK Vardar Skopje. Im August 2014 wurde das Zentrum eröffnet. 2015 wurde die Halle auf 6500 Plätze erweitert.
Zum Sportzentrum gehört u. a. das Fünf-Sterne-Hotel „Russia“, ein Spa, ein Schwimmbad, ein Fitnessstudio (500 m²), ein Aerobicraum (400 m²), vier Tennisplätze (Sand), zwei Plätze für Padel und einer für Badminton, ein Spielplatz und Fanshops der Vereine sowie Tagungsräume, ein Restaurant, Bars und eine Waschanlage. Neben dem Erwachsenensport werden auch Angebote für Kinder wie Kinderleichtathletik, Rhythmische Sportgymnastik oder ein Sportkindergarten gemacht. Neben dem Sport finden auch Konzerte, Shows und Kulturveranstaltungen statt.
Vom 30. Juli bis 10. August wurde die U-18-Handball-Weltmeisterschaft der Frauen 2022, neben dem Sportski centar Boris Trajkovski, im Sportski centar Jane Sandanski ausgetragen. In beiden Sportstätten findet vom 19. bis 30. Juni die U-20-Handball-Weltmeisterschaft der Frauen 2024 statt.

## Galerie

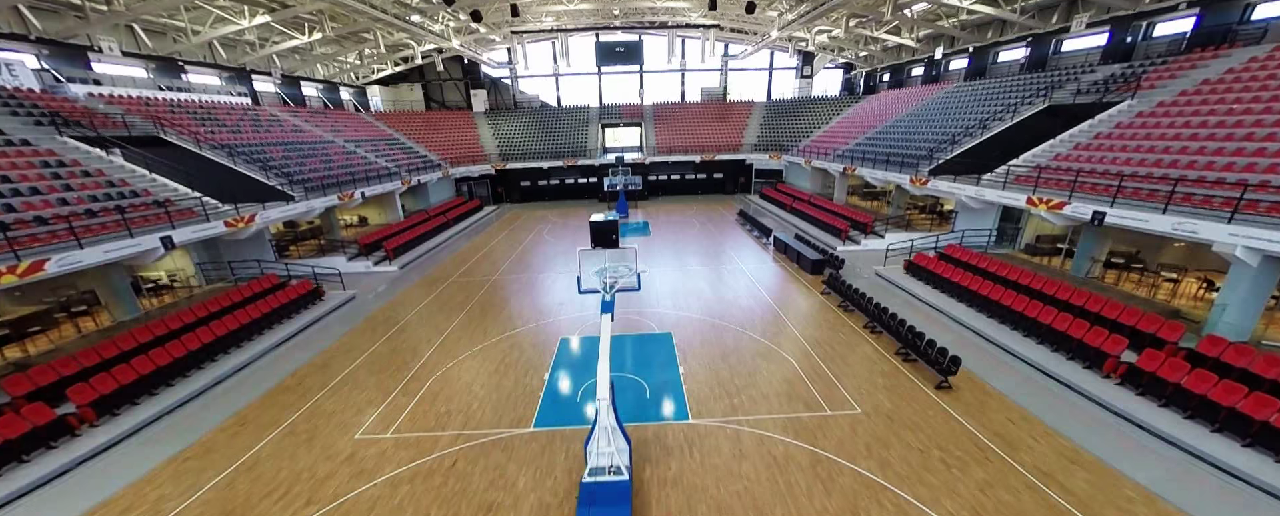
August 2014
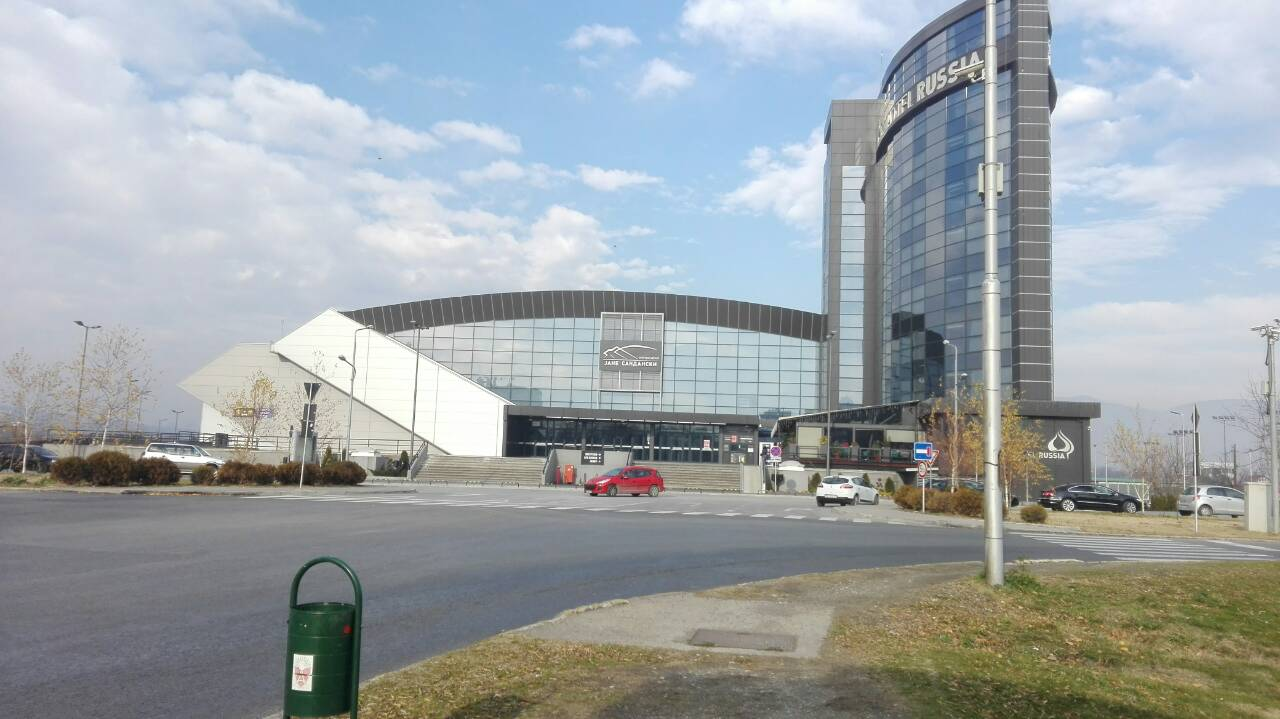
Das Sportski centar Jane Sandanski mit dem Hotel „Russia“ im Vordergrund (Dezember 2017)
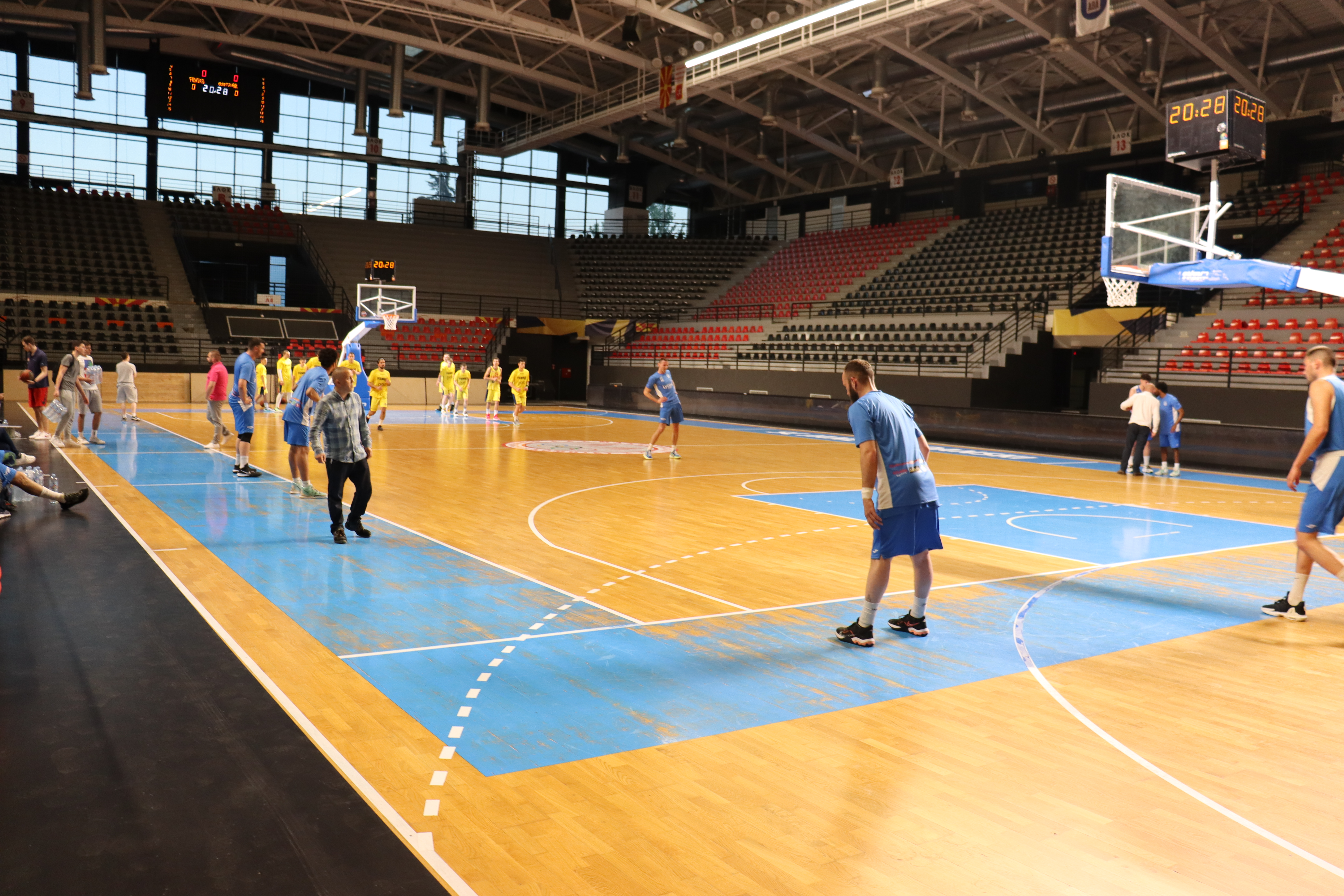
Basketballspiel zwischen dem KK Feniks 2010 Skopje und dem KK Gostivar im Mai 2022